# Sugden
Sugden é uma cidade  localizada no estado norte-americano de Oklahoma, no Condado de Jefferson.

## Demografia
Segundo o censo norte-americano de 2000, a sua população era de 59 habitantes.
Em 2006, foi estimada uma população de 56, um decréscimo de 3 (-5.1%).

## Geografia
De acordo com o United States Census Bureau tem uma área de
0,6 km², dos quais 0,6 km² cobertos por terra e 0,0 km² cobertos por água.

## Localidades na vizinhança
O diagrama seguinte representa as localidades num raio de 20 km ao redor de Sugden.